# Franciszek Meninski
Franciszek Meninski (cunoscut și ca François Mesgnien sau Menin, n. în 1623 sau 1620 în Totain, d. 8 septembrie 1698 la Viena) a fost un lingvist polonez de origine franceză, cunoscător al limbilor Orientului Mijlociu, gramatician și lexicograf.

## Biografie și operă
În tinerețe a studiat filosofia la Roma  sub îndrumarea iezuiților.  Acolo probabil că s-a ocupat și de limbi orientale (probabil sub influența călugărului R.P Giattini S.J, care, pe lângă matematică, logică, fizică și teologie, s-a ocupat de asemenea și de limbile asiatice).
Meninski a plecat în Polonia în jurul anului 1647 - cum se pare, la invitația prințului Michał Kazimierz Radziwill (1635-1680). Nu este exclus ca acesta să fi știut deja baza limbii osmano-turce, deși ar fi putut să o învețe încă din Varșovia, unde a avut contact cu W. Bieczyński, traducător principal al limbilor orientale în cancelaria regală.
În 1649 Meninski a publicat în Gdańsk deja trei cărți: gramatica polonă, gramatica franceză și gramatica italiană. Dacă gramatica polonă se adresa străinilor amintind, ca a învățat singur limba polonă fără manuale, prin conversație, între timp a scris două lucrări lui Stanisław Herakliusz Lubomirski timp de 7 ani, al cărui preceptor a fost în scurt timp dupa sosirea în Polonia. Ambele lucrări au fost primele gramatici ale limbilor romanice tipărite în Polonia.
Publicarea acestor trei gramatici i-a servit la o latinizare a numelui său francez (Franciscus Mesgnien Lotharingus). În operele de mai târziu totuși, numele său francez este legat de caracterul polonizat al semnelor care îl leagă de noua patrie.
La sfârșitul anului 1653 Meninski pleacă la Istanbul cu o delegație poloneză în căutarea soluționării chestiunilor oficiale unde este reținut pentru doi ani ca să învețe limba. Ajutorul vine numaidecât din partea polonezului convertit la mahomedism, Woijciech Bobowski, care sub numele de Ali Bey deține în Istanbul funcția de traducător principal al consiliului sultanului.
La un an după moartea lui W. Bieczyński (1655), Meninski primește funcția de traducător la curtea regală în Varșovia. Acesta, totuși nu stă mult în Polonia, iar în 1657 pleacă din nou la Istanbul, de data aceasta ca trimis neoficial al regelui Jan Kazimierz. A treia călătorie a avut loc în 1659 – având acum funcția de reprezentant al papei fiind primit în audiență mai întâi la vizir (12 februarie 1660), ulterior și la sultan (16 martie 1660) și la marele muftiu (17 martie 1660). Discuțiile - finalizate cu succes diplomatic - au fost purtate singur în limba turcă, neapelând deloc la translator.
Dupa revenirea în Varșovia, Meninski a elaborat proiectul școlar de traducere și diplomație destinat serviciului în țările Orientului Mijlociu. Întrucât curtea regală nu a găsit fonduri pentru realizarea acestui proiect, Meninski s-a simțit dezamăgit și acesta ar fi putut fi motivul călătoriei sale la Viena (1661 sau 1662), unde a intrat în slujba Habsburgilor. În Orient Meninski călătorește de două ori: în anul 1669 (la Ierusalim; Liban și în 1677 în Turcia).
Dupa întoarcerea de la Ierusalim, Meninski a demarat organizarea materialelor sale pentru dicționare dintre care după mai bine de 10 ani a apărut „Thesaurus Linguarum Orientalium Turcicae, Arabicae, Persicae” (Viena 1680) - opera în 3 volume, care a făcut renumit numele Meninski. În același timp dicționarul este folosit ca un complement, dar în întregime volumul personal de gramatică osmano-turc. Oarecum mai târziu  Meninski mai aduce o completare la „Complementum Thesauri Linguarum Orientaliu” (1687), dar ultima sa publicație „Rescriptum” (1692) - critica gramaticii persane a lui J.P. Podesta. Toate aceste lucrări au fost create prin prisma lucrării profesionale din poziția de traducător.
Meninski a murit  la vârsta de 78 ani și este îngropat în pivnițele unei mănăstiri de preoți din cartierul vienez Leopoldstadt.

## Însemnătatea opereiThesaurus
Dicționarul lui Meninski este cel mai atotcuprinzător dicționar de limbă osmano-turcă. Pentru că prin el, acest material este în totalitate tradus în 5 limbi (latină, germană, italiană, franceză și polonă), bazându-se pe surse interesante de istorie lexicală a acestor limbi, cu atât mai mult cu cât Meninski a luat in considerare frazeologia și proverbele. Importanța acestui dicționar atestă de asemenea faptul că a trăit încât să vadă modificările (compilându-le într-un singur volum) în secolele XVIII și XIX, dar și faptul că în anul 2000, la 320 ani după publicarea originalului, Thesaurus și-a continuat lansarea prin eforturi comune polono-turcești - Stanisław Stachowski & Mehmet Ölmez.

## Bibliografia
- Geneja, Cz.: Dicționarul polon în Thesaurus Linguarum Orientaliu a lui Franciszek Mesgnien Meninski din anul 1680- Caiete științifice UJ Lucrări de Lingvistică 47 ( Cracovia 1975): 95-117
- Stachowski, S.: François à Mesgnien Meninski und sein "Thesaurus Linguarum Orientalium...". - Franciscus à Mesgnien Meninski: Thesaurus Linguarum Orientalium Turcicae, Arabicae, Persicae (Wiedeń 1680), ed. S. Stachowski & M. Ölmez (Istanbul 2000): XXIII-XXXIV.

1. ↑  Franciszek Meniński, MAK
2. ↑  François Mesgnien Meninski, opac.vatlib.it
3. ↑  Franciscus Meninski, AlKindi
4. ↑  Franciszek Meniński, NUKAT
5. 1 2  Autoritatea BnF, accesat în 10 octombrie 2015